# روي نوبل لي
روي نوبل لي (بالإنجليزية: Roy Noble Lee)‏ هو قاضي أمريكي، ولد في 19 أكتوبر 1915، وتوفي في 21 يناير 2015 في فورست في الولايات المتحدة.